# Marcelo Padilla Minvielle
Marcelo Padilla Minvielle (n. Valparaíso, Chile; 28 de julio de 1941 - f. Arica, Chile; 6 de agosto de 2013), también llamado Tulio Marcelo Inca Padilla Minvielle, fue un abogado, académico, intelectual y destacado diplomático chileno.

## Biografía
Nacido en una familia tradicional chilena, primogénito de dos hermanos y nieto del destacado general del Ejército Marco Tulio Padilla Anguita.
Estudió en el British High School de la capital Santiago de Chile y luego ingresó a la Escuela Militar del Libertador Bernardo O'Higgins, de la que egresó con el grado de alférez. Posteriormente estudió Derecho en la Universidad de Chile y en Ecuador titulándose como abogado con la Memoria de Prueba “El Fondo de las Naciones Unidas para la Infancia (Unicef)” frente a la Excelentísima Corte Suprema.
Se casó en primeras nupcias con doña Lilian Oppliger, de cuyo matrimonio resultaron dos hijos: Javiera Padilla Oppliger y Marcelo Padilla Oppliger; y en segundas nupcias con doña Anne Marie Asenjo de-Leuze, hija del doctor Alfonso Asenjo Gómez, con la que no tuvo hijos.
Ingresó a la Academia Diplomática de Chile Andrés Bello en diciembre de 1963donde inició una exitosa carrera diplomática al alero de su gran amigo y mentor Carlos Martínez Sotomayor con el que compartía la ideología del Partido Radical (Chile).
Fue un conocido miembro de la Logia masónica de la Masonería en Chile.

## Carrera diplomática
Como diplomático de carrera tuvo una destacada participación en la política exterior de Chile, especialmente sabida es su experiencia y conocimiento sobre temas de Asuntos exteriores limítrofes de Chile y sus vecinos: Argentina, Perú y Bolivia.
En 1965 fue Oficial de la Dirección de Protocolo del Ministerio de Relaciones Exteriores de Chile, en 1971 fue Encargado de Gabinete de la Dirección General Administrativa del Ministerio de Relaciones Exteriores de Chile, en 1972 fue Jefe del Departamento de Personal del Ministerio de Relaciones Exteriores de Chile.
Entre los años 1966 y 1970 estuvo destinado en Quito Ecuador como 3.er Secretario; Entre los años 1970 y 1971 siendo 2.º Secretario fue destinado como cónsul en Ushuaia (Argentina). Entre los años 1973 y 1974, cuando comenzaba en Chile el periodo de la dictadura militar, fue nombrado 1.er Secretario en Buenos Aires Argentina. Entre los años 1974 y 1975 fue nombrado cónsul en Bahía Blanca (Argentina); Entre los años 1976 y 1977 siendo ministro consejero fue nombrado cónsul general en Arequipa (Perú).
En 1978 regresa a Chile y ejerce como director de Política Bilateral, donde tuvo una relevante actuación histórica al integrar el Grupo Negociador como consejero asesor de la Delegación chilena para el conflicto del Beagle con la Argentina en la primera negociación con ese país, en el conocido conflicto que casi lleva a ambas naciones a una guerra.
Entre los años 1979 y 1980 vuelve a ser destinado al extranjero como ministro consejero en Bogotá (Colombia). Entre los años 1981 y 1984 asume la importante tarea de ser jefe de misión en Bolivia como cónsul general en La Paz. Durante ese periodo además se desempeñó como Presidente del consejo directivo del Instituto Internacional de Integración (dependiente del Convenio Andrés Bello) ente con sede en La Paz. Entre 1984 y 1985 asume importantes roles en el Ministerio de Relaciones Exteriores de Chile como: Embajador Itinerante ante diversos Estados Americanos, Embajador, Asesor y Vocero de la Cancillería, además de Alterno de la Delegación de Chile a la Asamblea General de la Organización de Estados Americanos en Brasilia (Brasil).
Entre 1985 y 1990 es nombrado Embajador Extraordinario y Plenipotenciario de Chile en India y con concurrencias en Nepal, Bangladés, Sri Lanka, Maldivas e Islas Mauricio. Con el regreso de la democracia a Chile es repatriado y ejerce como Embajador Adscrito a Cancillería por el periodo de 1990 y 1993, retirándose de la carrera diplomática con el grado de Embajador.

## Carrera Judicial
Una vez concluida su carrera diplomática se traslada al extremo norte de Chile a la ciudad limítrofe de Arica donde ejerce primero como notario durante los años 1994 y 1997 y posteriormente como Conservador de Bienes Raíces, Minas, Comercio y Archivero Judicial desde 1998 hasta el 2013 año en que fallece en el cargo.

## Docente y Académico
Como destacado académico e intelectual, ha participado en numerosas Conferencias, Seminarios, Reuniones de Integración, Comisiones Mixta y Asambleas de Organismos Internacionales.
Entre 1965 y 1966 se desempeñó como Profesor Ayudante en el ramo “Nociones Jurídicas” de la Facultad de Economía de la Universidad de Chile; Durante los años 1978, 1984 y 1985 fue Profesor de "Negociaciones Bilaterales" en la Academia Diplomática Andrés Bello; Entre los años 1986 y 1990 fue Catedrático ad honorem de “Asuntos Latino Americanos” en la Facultad de Ciencias Políticas de la Universidad Jawaharlal Nehru, en Nueva Delhi India.
Durante su residencia en Arica, se desempeñó como Profesor Titular en la Cátedra “Derecho Internacional Público” de la Escuela de Derecho de la Universidad de Tarapacá, además fue Presidente de la Junta Directiva de esa misma casa de estudios (Universidad de Tarapacá) durante el periodo 2006 al 2008, con posterioridad fue además miembro de la Junta Directiva de la Universidad de Tarapacá, en representación de S.E. el Presidente de la República Sebastián Piñera desde el año 2010 al 2013, año en que fallece en el cargo.
Académico Correspondiente de la Academia de Ciencias Sociales, Políticas y Morales (Instituto de Chile).

## Muerte
A los 72 años de edad deja de existir, producto de diversas complicaciones de salud que lo tuvieron a mal traer los últimos años de su vida. Deja un legado histórico, político e intelectual de gran riqueza para Chile. Muchos hablan de su calidad humana, generoso y siempre presto a ayudar a los demás, destaca en la sociedad ariqueña, ejemplos podemos hallar en las palabras de Germán Meza con motivo de su funeral llevado a cabo en el Club de la República en Santiago de Chile:

“No sé por donde empezar, pues tenemos tantas anécdotas y vivencias juntos."
"Fue uno de mis grandes amigos. Pero no nos conocimos hasta que ambos ingresamos al Servicio Exterior, en diciembre de 1963. Nos unió el cariño enorme que sentíamos por Carlos Martínez Sotomayor."
"Luego fuimos ambos destinados, él a Quito y yo a Caracas. Comenzamos una correspondencia abundante que no terminó sino cuando él se fue."
"Fue destinado a Ushuaia, lugar que era considerado casi como de castigo. Una desgracia, la muerte de un hijo mío de casi un año, lo movió a decirme que pidiera destinación a Ushuaia, en su reemplazo y si me desagradaba el pueblo, me permitía odiarlo toda mi vida, así fueron sus palabras. Incluso fui a visitar Ushuaia, antes decidirme."
"Una de las tantas anécdotas: En ese viaje me tocó el día de San Martín y hubo una ceremonia en la plaza. Marcelo me dijo: Usted don Germán va a tener que aprenderse el “Hino argentiiino”, es indispensable. Y cuando se iniciaron los acordes del Hino, yo me largué con el Oid Mortales. Terminada la ceremonia, Marcelo me dice: Pero esa te la tenías guardada. ¿cuándo aprendiste el Hino? Le respondí que lo supe antes que el Puro Chile, pues desde niño leía al Billiken."
"Óscar Fuentes, quien era Director de Personal en 1971, me dijo que antes que yo había siete funcionarios a quienes consultar si no querían ir a Ushuaia. No se demoró más de un cuarto de hora en llamarme y decirme que ninguno había querido ir a esa destinación y estaba destinado allá.
"Hubo grandes despedidas para él y su primera esposa Lilian, quienes se habían ganado el cariño de todo el pueblo. Entre ellas una despedida de los chilenos, que formaban casi la mitad de la población y quienes tenían local propio, con asistencia del Gobernador y otras autoridades. Marcelo me dijo que me fuera preparando porque él iba a hablar muy bien. Efectivamente así io hizo y luego me anunciaron a mí. Terminé mi breve intervención aspirando a que en el destino de nuestros pueblos estuvieran siempre dos astros en armoniosa confluencia: El Sol que guio al Ejército Libertador y la Estrella Solitaria que flamea en nuestra bandera. Los chilenos aplaudieron a rabiar y Marcelo me dio que se me había pasado la mano, que no para tanto la advertencia que me había hecho."
"Por supuesto que lo pasamos muy bien mi mujer y yo en Ushuaia. Nos hacía mucha falta.
"De su permanencia en Ushuaia hay una anécdota que vive hasta hoy. Conversando Marcelo con amigos marinos de Punta Arenas, le indicaron que en una de las tres entonces controvertidas islas, no recuerdo si es Picton, Lennox o Nueva, había una especie de casucha, donde se decía que los loberos chilenos pasaban a rezarle a una virgen que ya no existía, antes de partir a cazar el lobo de dos pelos. Marcelo de inmediato les dijo que él tenía un virgen quiteña y la ponía disposición de la Armada de Chile. Pronto la Amada amononó la casucha, la empapeló con diarios chilenos de época y entronizaron a la virgen quiteña, a quien la bautizaron como La Virgen de los Loberos. Y así está hasta hoy día. Lo cual se mencionó creo que hasta en los alegatos en Londres."
"El único que objetó el asunto de la Virgen de los Loberos fue Mario Valenzuela, quien dijo que era una inmoralidad y una falta de respeto..."
"Marcelo ingresó como Canciller, pronto ascendió a Tercer Secretario y culminó una brillante carrera como Embajador en la India. Lo separaron del Servicio en una medida que muchos consideramos extemporánea y apresurada. Fueron venganzas de la etapa de transición. Nos querían echar a varios más."
"Fue un muy buen hijo, buen padre y mejor amigo. Uno de mis hijos lleva su nombre. Lo único que no logró fue ser buen marido..."
"Perdurarán grandes recuerdos de él."

O las palabras de Jorge Iglesias Cortes, también embajador de Chile:

“Ha fallecido el embajador Marcelo Padilla Minvielle, brillante diplomático, integró el grupo negociados en la primera negociación con Argentina en el conocido conflicto limítrofe que finalizó con la mediación de su Santidad Juan Pablo II."
"Diplomático de carrera, cumplió funciones destacadas en Argentina, Ecuador, Perú, Colombia, etc. Fue designado Embajador de Bolivia, periodo en que contribuyó a elaborar una fórmula aceptable a las pretenciosas aspiraciones Bolivianas, compatible a la vez con los principios intangibles de nuestro país."
"Concluyó su carrera como Embajador en la India, misión que cumplió con éxito para la patria."
"Abandonó la Cancillería víctima de una persecución política, dirigida por gente de su misma ideología, pero que no le perdonó jamás haber objetado una línea política que él no compartía."
"Retirado de la profesión diplomática, asumió el cargo de Notario en Arica, concluyendo su corta carrera judicial como Conservador de Bienes Raíces en esa misma ciudad."
"Para quienes lo conocimos, era un hombre inteligente, simpático, afectuoso y siempre preocupado de ayudar a quienes sufrieran necesidad."
"Hay recuerdos inolvidables de él en Ushuaia en donde ejerció recién ingresado a Cancillería el cargo de Cónsul, ayudando a los conciudadanos pobres y desvalidos que buscaban en esa época un trabajo más rentable en esas gélidas y lejanas tierras Argentinas."
"En su extenso paso por Cancillería, de tercer secretario a Embajador, dejó un recuerdo imborrable para quienes le conocimos, amigo entrañable y colega brillante."
"La nación agradece tus servicios.”

Algunos libros escritos a su haber son: “Fondo de las Naciones Unidas para la Infancia (UNICEF)”. Santiago-Chile 1970; “El Cabo de Hornos, próxima controversia con Argentina”. Academia Diplomática de Chile, Santiago 1972 (Premio Adolfo Ibáñez a la mejor investigación anual). Separata: “Los Tratados (no canjeados) con Bolivia de 1895”. Instituto de Chile 2006.